# Villers-Patras
Villers-Patras – miejscowość i gmina we Francji, w regionie Burgundia-Franche-Comté, w departamencie Côte-d’Or. Przez miejscowość przepływa Sekwana. 
Według danych na rok 1990 gminę zamieszkiwały 123 osoby, a gęstość zaludnienia wynosiła 20 osób/km² (wśród 2044 gmin Burgundii Villers-Patras plasuje się na 787. miejscu pod względem liczby ludności, natomiast pod względem powierzchni na miejscu 1168.).